# Pantographe des sculpteurs

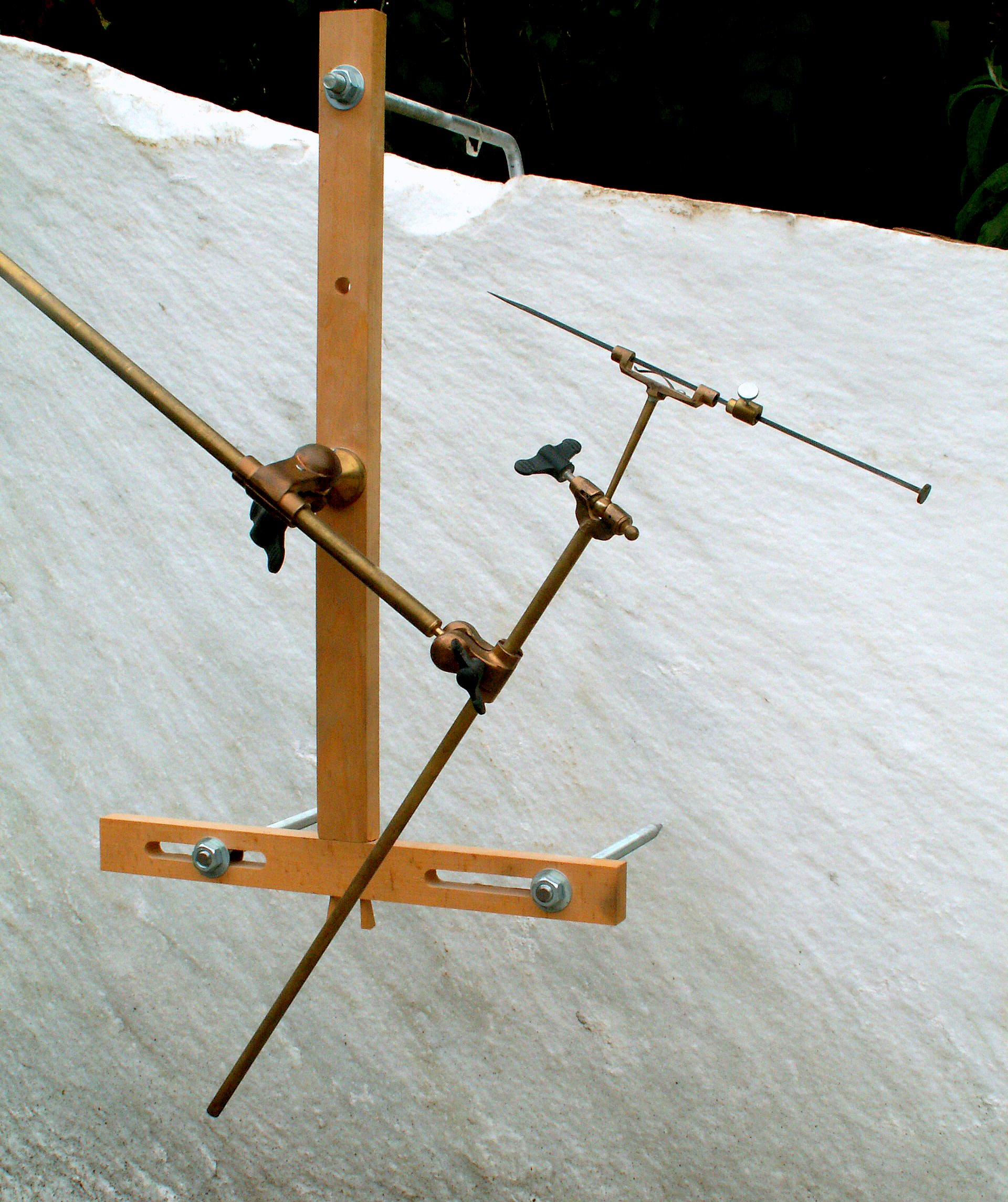
Un pantographe de sculpteur.

Le pantographe des sculpteurs ou machine à mettre au point est un instrument de mesure utilisé par les sculpteurs de pierres et les ébénistes pour reproduire précisément des originaux fabriqués en grès, argile ou cire, qui servent de modèles à des copies en bois ou en pierre de taille. L'instrument n'appartient pas à la catégorie des machines ; son nom dérive de l'italien macchinetta di punta. 
Son invention est attribuée à la fois au sculpteur et médailleur français Nicolas-Marie Gatteaux (1751-1832),, et au sculpteur britannique John Bacon (1740-1799). L'instrument sera amélioré par le sculpteur italien Antonio Canova.

## Description

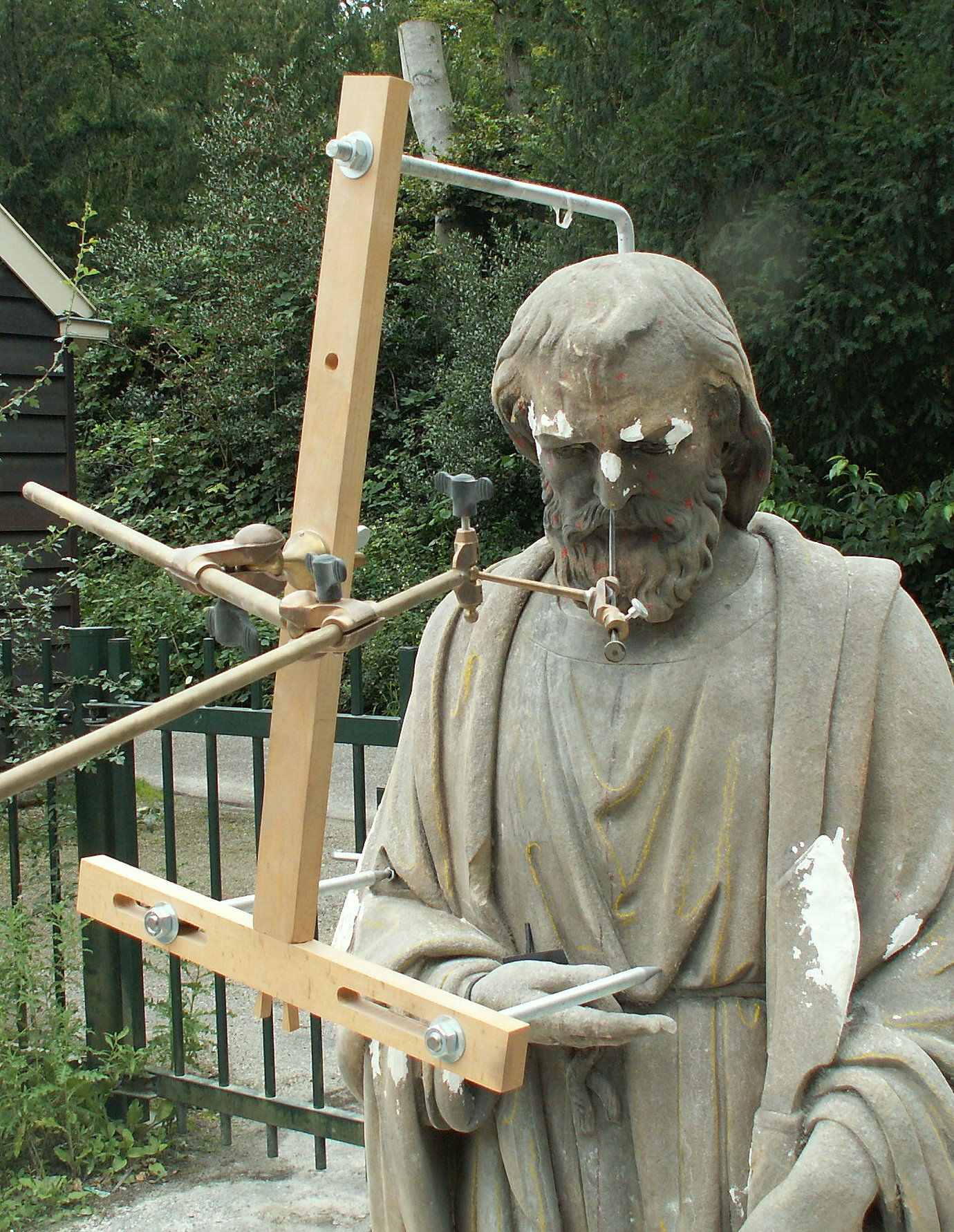
Un pantographe de sculpteur est fixé sur la statue, le long clou touche le nez du personnage.

Le pantographe est constitué d'un T inversé en bois (ou tout autre matériau aux propriétés similaires). Chaque bras du T comporte des pièces métalliques qui servent à fixer l'instrument sur le modèle puis sur la sculpture finale. Au milieu du bras vertical, un joint maintient des tiges (en laiton ou en acier inoxydable) qui peuvent être glissées horizontalement et verticalement — à l'intérieur de manchons avec vis de serrage — de manière à pouvoir fixer un long clou à un endroit précis dans l'espace. Le long clou glisse dans un manchon avec vis de serrage ; lorsque l'instrument est ajusté au modèle, l'éloignement du manchon est tel que le clou ne peut excéder cet éloignement (à cause de sa tête). Lorsque le pantographe est appliqué sur la masse à sculpter, le clou guide le travail du sculpteur qui creuse la masse tout en rapprochant graduellement le clou jusqu'à atteindre la profondeur maximale. 
Le pantographe doit être léger parce qu'il est déplacé régulièrement du modèle à la copie, et vice-versa.

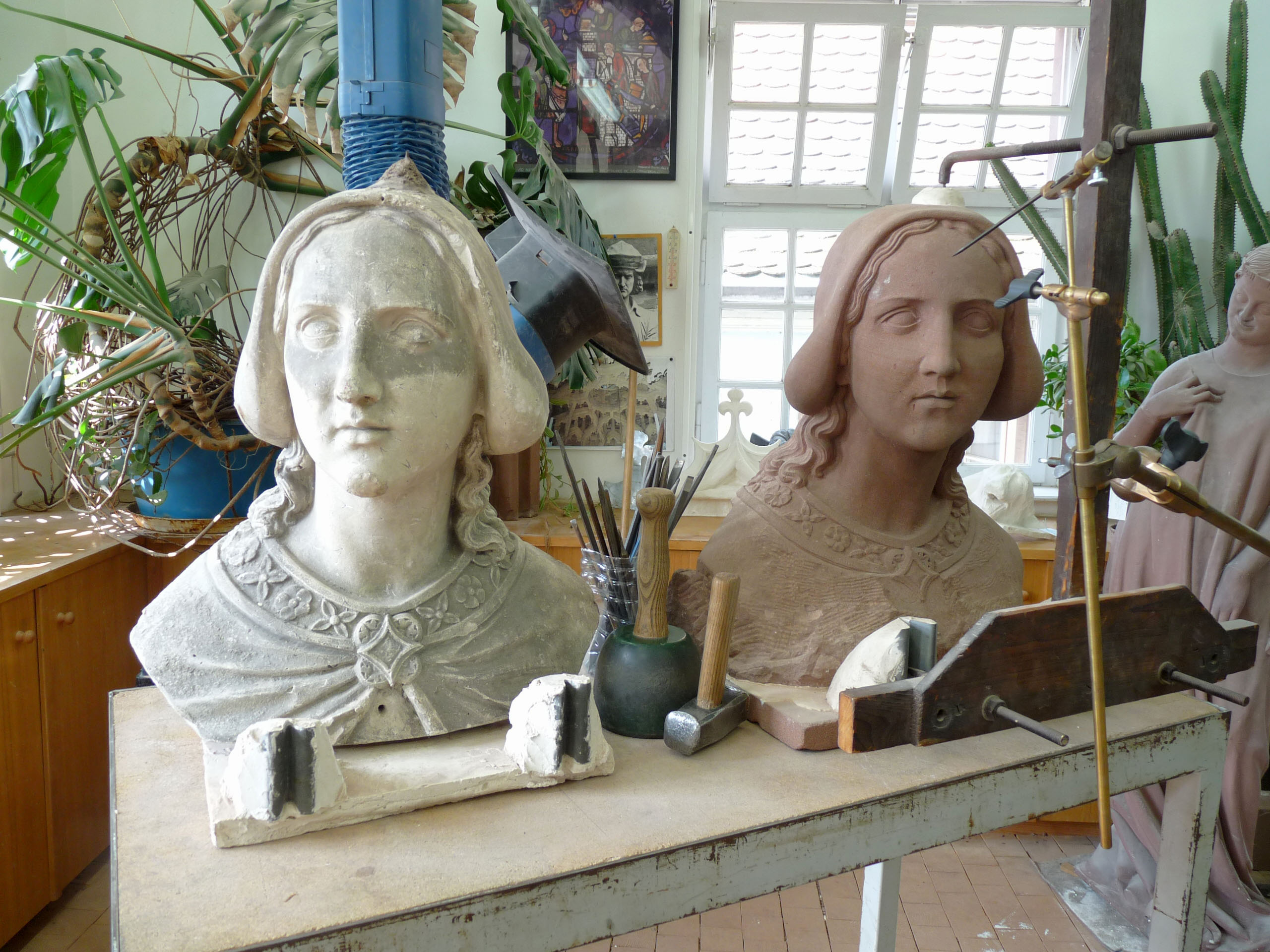
Copie d'une moulage en plâtre d'un buste en grès rouge. Atelier de la cathédrale Notre-Dame de Strasbourg.

L'instrument peut être déposé sur une table quand il s'agit d'une petite sculpture à copier. 
Le pantographe peut seulement reproduire les dimensions exactes d'un modèle en grès, argile ou cire, la copie étant en bois ou en pierre de taille. Si le modèle doit être réduit ou agrandi, il faut utiliser un instrument comportant des pieds à coulisse ou un pantographe en trois dimensions. Également, les sculpteurs peuvent utiliser un instrument inspiré du pantographe pour créer une copie inversée, une copie de taille réduite ou agrandie.
Dans le but de rendre la production finale la plus esthétique, les sculpteurs ont de plus en plus sculpté dans un matériau facile à travailler, prévoyant la faire reproduire à l'échelle dans un matériau plus résistant. Au XIXe siècle, les sculpteurs travaillaient leur modèle dans la cire, qui servait à forger un moule en plâtre, lequel à son tour était copié dans le matériau final à l'aide de compas ou d'un pantographe de sculpteur. C'est la technique de sculpture indirecte.
Cette technique présente plusieurs avantages. Le résultat final est hautement prédictible, la chance que la sculpture finale comporte des erreurs est très mince et la sculpture dans la cire est nettement plus rapide que dans un matériau plus dur parce que la recherche de la profondeur et de l'angle de coupe exacts est accomplie à cette étape. De plus, le gros du travail peut être exécuté par des assistants, ce qui augmente la productivité du maître-sculpteur. Cependant, l'usage du pantographe peut éliminer des détails, ce qui peut miner l'expressivité, l'intensité de l'œuvre.
Les sculpteurs les plus fameux supervisaient un atelier qui employaient des sculpteurs souvent moins talentueux. Parfois, un maître-sculpteur dirigeait une douzaine de praticiens et d'élèves. Les académies artistiques ont été fondées dans le but d'enseigner les techniques de la sculpture, qui déboucha sur l'art académique. Cependant des sculpteurs ont décidé de s'éloigner de ce genre et ont exploré d'autres techniques. Certains ont directement sculpté dans le matériau final, d'autres ont adopté un style impressionniste ou expressionniste. L'art indigène africain et d'Océanie a aussi influencé des sculpteurs cubistes, car sensibles à l'aspect expressif de cet art malgré sa rusticité. L'usage du pantographe a aussi décliné parce que la sculpture indirecte a perdu de son attrait au XXe siècle à la suite de la perte du savoir-faire académique de la sculpture sur bois et sur pierre.

## Technique
Pour reproduire un point de sculpture sur la copie en bois ou en pierre, le sculpteur prenait auparavant trois mesures sur l'original avec un pied à coulisse. La sculpture finale était une copie fidèle puisque les mesures dans les trois directions — longueur, largeur et profondeur — étaient connues. Cette technique a été abandonnée par l'usage du pantographe.
À la fois sur l'original et la copie, le sculpteur visse ou colle trois rivets métalliques qui supporteront le pantographe. Une fois ancré sur l'original, les pièces mobiles du pantographe sont ajustées de façon qu'un long clou touche un seul endroit de l'original (par exemple, le nez d'un buste). Le clou, qui glisse dans un manchon avec vis de serrage, est ajusté de façon qu'il soit perpendiculaire à la surface à mesurer. Lorsqu'il est bien ajusté, le manchon est bloqué. Le sculpteur déplace et ancre ensuite le pantographe sur la copie, un bloc en bois ou en pierre. Le clou est libre de se déplacer dans le manchon. En creusant ou forant minutieusement la copie en vis-à-vis du clou, le sculpteur atteint la profondeur désirée ; il a créé un point. Il répète ensuite autant de fois que nécessaire cette séquence : mesure dans l'original, puis forage dans le bloc à sculpter. Lorsque le bloc à sculpter comprend suffisamment de points (régulièrement des centaines), le sculpteur peut commencer à creuser le bloc de matériau en se fiant aux points. Néanmoins, la qualité de la copie dépend de l'habilité du sculpteur parce que les points le guident dans son travail, sans plus. Contrairement au pied à coulisse, le sculpteur ne prend qu'une seule mesure par point et n'a pas à se soucier de l'unité de mesure (pouce ou centimètre), ce qui réduit les chances d'erreurs. Le sculpteur utilise un pantographe plus petit ou plus grand selon la taille du modèle.

## Histoire
Avant l'invention du pantographe par Gatteaux, les sculpteurs mesuraient et copiaient les sculptures par différentes méthodes, tels que triangulations, fils à plomb, bâtons de mesure et pieds à coulisse. La technique la plus courante était de mesurer l'original de trois points fixes avec un pied à coulisse.
Des instruments avec laser sont maintenant disponibles. Ils possèdent deux avantages sur le pantographe : aucun clou ne bloque le travail du sculpteur et ils émettent un son lorsque la profondeur désirée est atteinte.
Les sculpteurs peuvent aussi utiliser un système doté d'une défonceuse à commande numérique pouvant numériser en 3D, un modèle à l'échelle et le reproduire dans des matériaux divers et de tailles différentes.

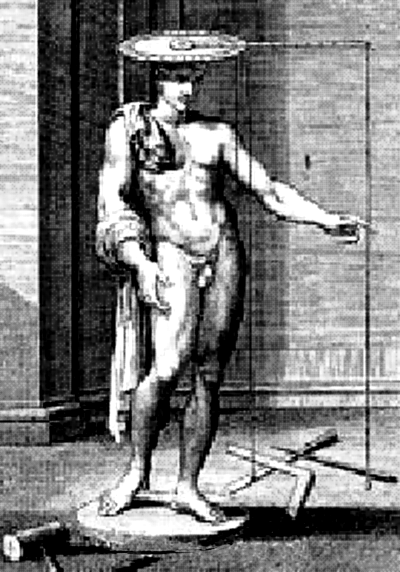
Appareil de mesure avec fils à plomb, XVe siècle.
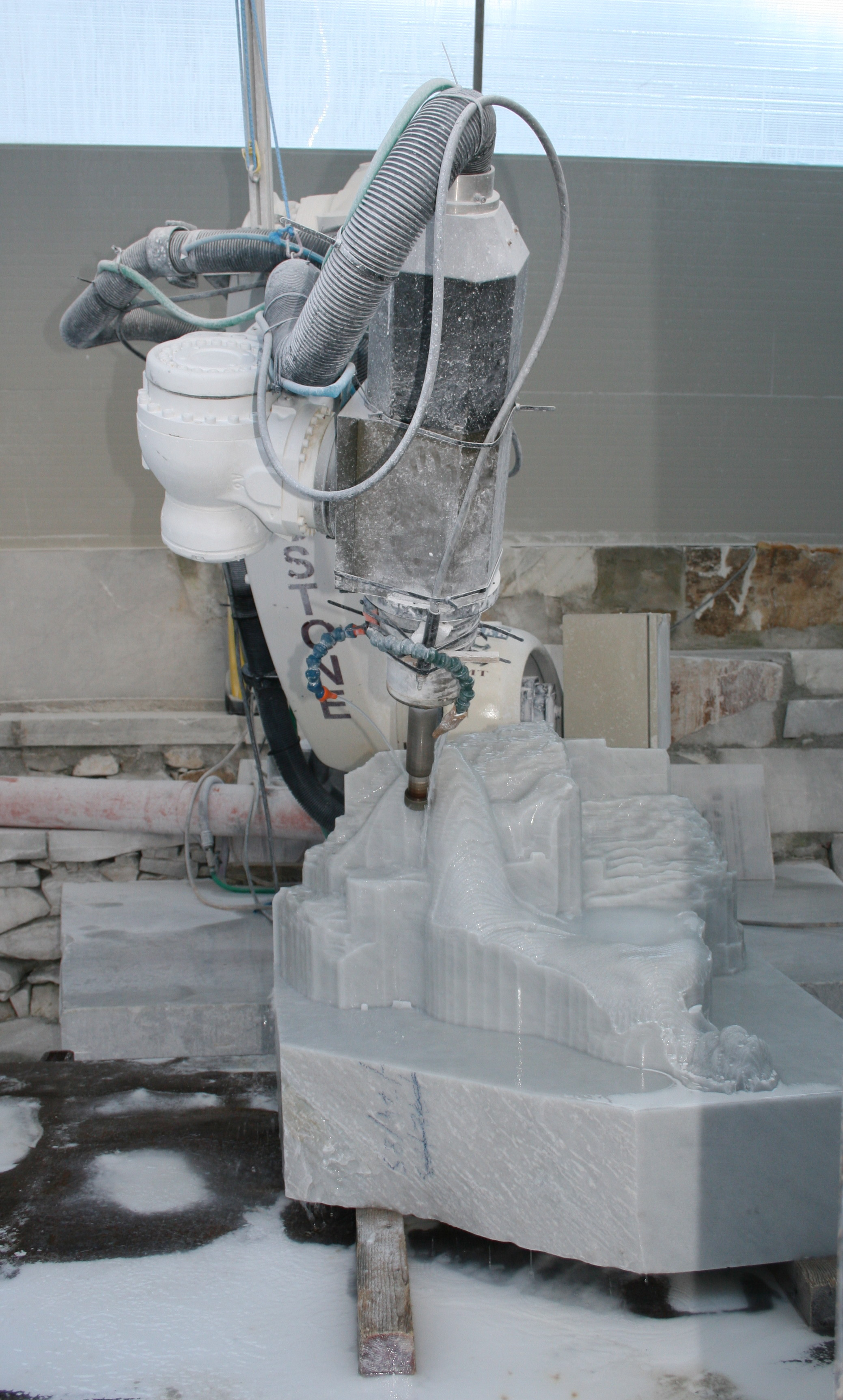
Cette défonceuse contrôlée par ordinateur sculpte dans le marbre.